# Adelante (tờ báo Argentina)
Adelante ('Forward') là một tờ báo xã hội chủ nghĩa ở Argentina, được thành lập vào tháng 4 năm 1916 bởi những nhà bất đồng chính kiến cánh tả trẻ tuổi của Đảng Xã hội.
Nhóm đứng sau Adelante ủng hộ các nguyên tắc của chủ nghĩa Mác và chủ nghĩa quốc tế, đồng thời phản đối sự lãnh đạo cải cách của đảng. Các thành viên nổi bật của nhóm là Augusto Kühn, Rodolfo Ghioldi, Victorio Codovilla, và lãnh đạo lao động người Chile Luis Emilio Recabarren.